# Fontaine Saint-Denis
La fontaine Saint-Denis est une fontaine située à Mauves-sur-Loire, dans le département de la Loire-Atlantique en France.

## Historique
La fontaine a été construite à la fin du XVIe siècle/début du XVIe siècle en relation avec le prieuré Saint-André qui s'était installé en haut de la côte Saint-Denis à la fin du XIe siècle. À l'origine, seuls trois accès permettaient d'accéder au puits : deux pour les moines depuis le prieuré (espace privé) et un pour les habitants (espace public). À la fin du XVIIIe siècle, la création de la rue de la Côte Saint-Denis sur l'espace privé du prieuré Saint-André entraîne l'inversion des espaces public/privé et la création d'un quatrième accès au puits. Au XIXe siècle, un parc est aménagé dans l'espace de l'ancien prieuré et divers aménagements sont créés aux abords du puits (terrasses, pompe).
Par arrêté du 18 juin 2012, la fontaine est inscrite au titre des monuments historiques. Une étude patrimoniale réalisée en 2014/2015 met en évidence le fait que la fontaine a conservé tous les éléments de son édification d'origine (accès, margelles en bois, détails architecturaux). Cette étude débouche sur la restauration du monument en 2016 dans son état d'origine.

## Description
Le puits est surmonté d'un édicule de plan carré ouvert sur les quatre côtés par une arcade en plein cintre, couronné par un entablement dorique, à frontons sur deux côtés, et supporté par quatre pilastres corniers. Un toit en tuiles creuses couvre l'ensemble.

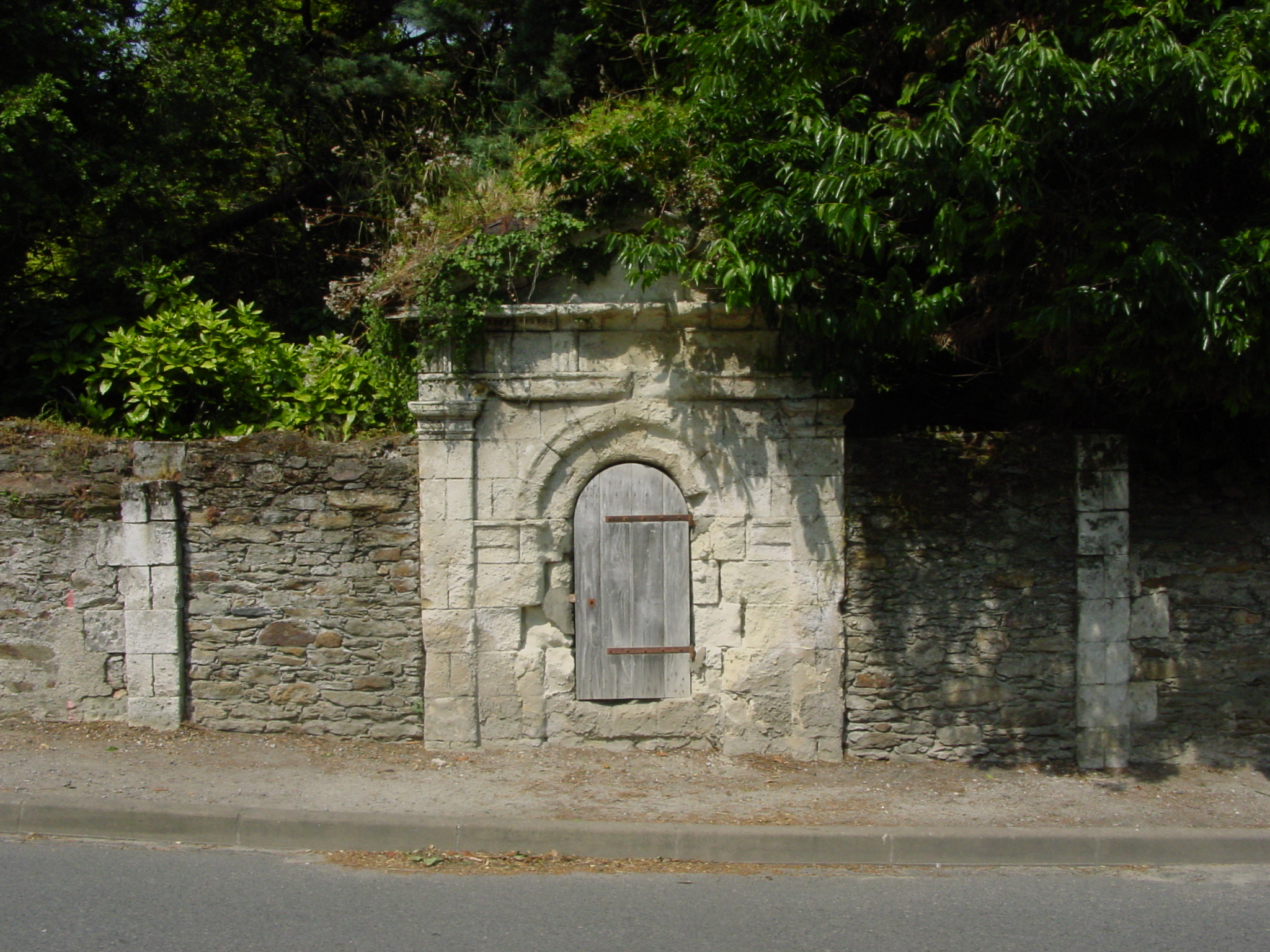
Côté rue avant restauration.
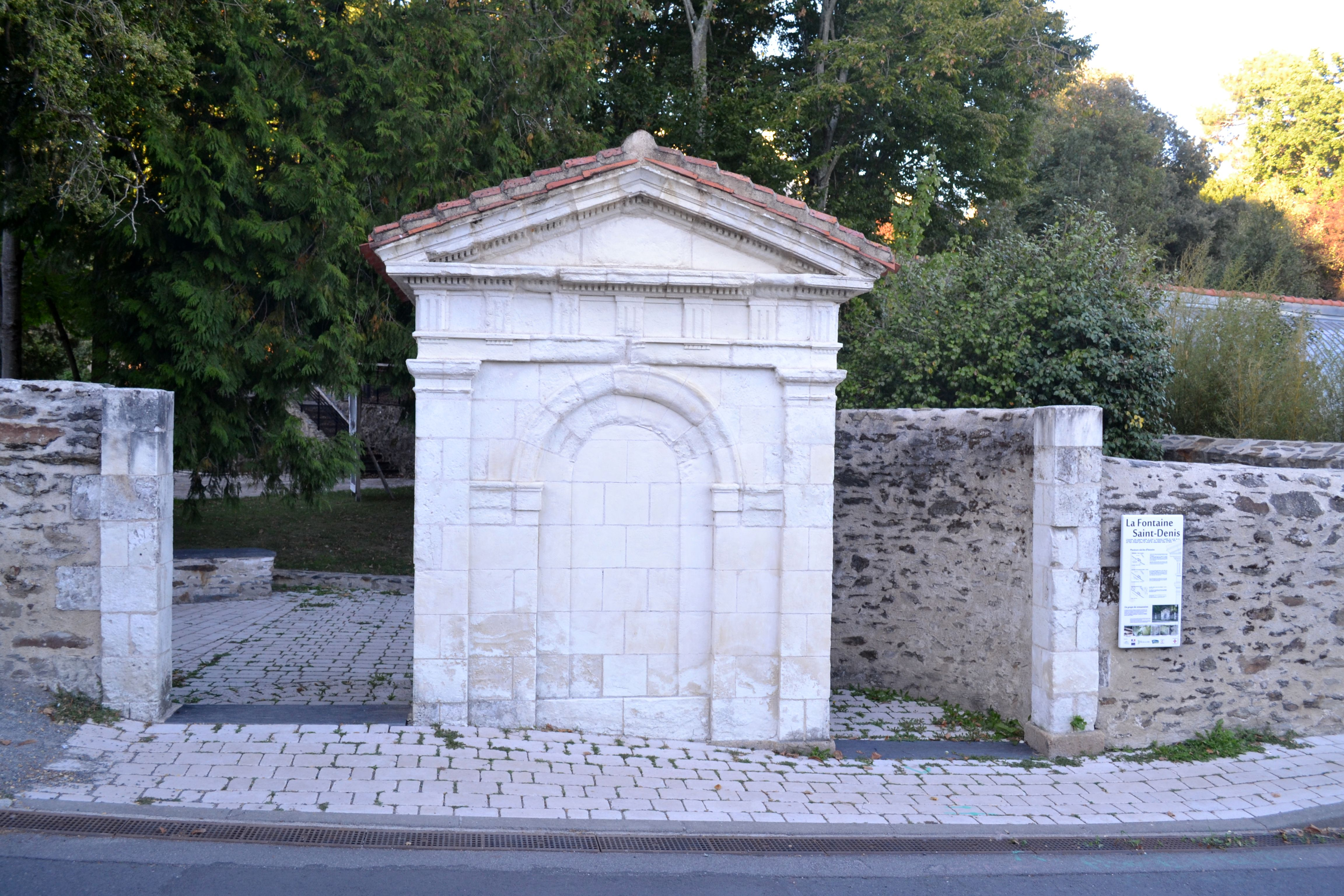
Côté rue après restauration.
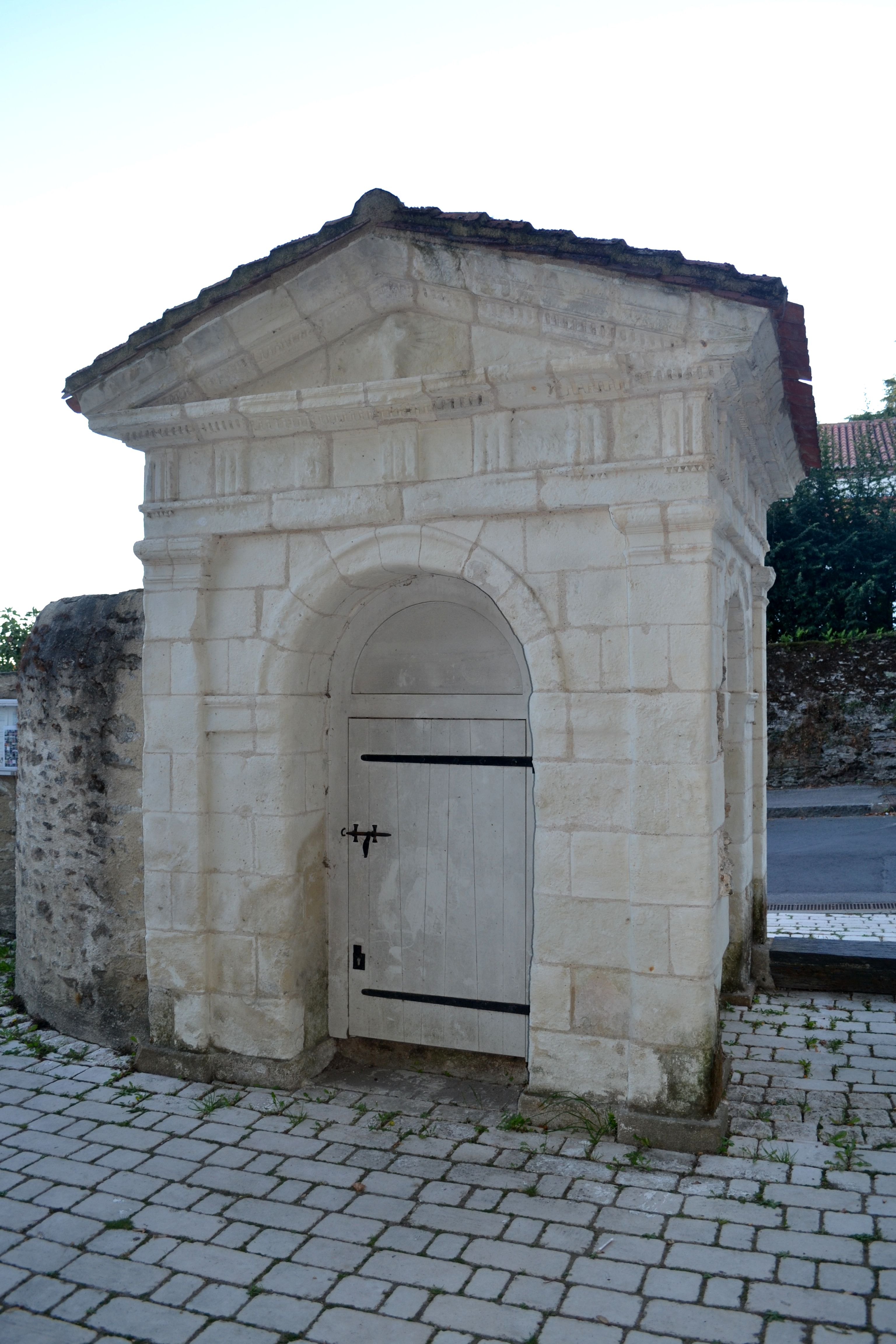
Côté cour après restauration.